# Eddy Veldman
Eddy Veldman (* 5. Oktober 1951 in Paramaribo) ist ein niederländischer Jazzmusiker (Schlagzeug, Vibraphon, auch Gitarre), der surinamische Wurzeln hat.

## Leben und Wirken
Veldman lernte Gitarre und war als Jugendlicher als Roadie der Band The Kids tätig, wobei er anfing, sich für das Schlagzeug zu interessieren und dieses bei den Soulkids von Paul Noordpool und in anderen lokalen Bands zu spielen. 1971 zog er in die Niederlande, wo er zunächst einer Fußballerkarriere beim SC De Eland nachging, bis eine Knieverletzung dies unmöglich machte. Er studierte Schlagzeug und Vibraphon am Muzieklyceum Utrecht und am Sweelinck Conservatorium Amsterdam. In dieser Zeit trat er in der Band TMC des auch aus Surinam stammenden Sängers Ray Brook auf; mit der Soulband The Needles war er auf Europatournee. Dann war er in der Latin-Jazz-Band Reality aktiv, aus der sich Solat entwickelte, die 1976 und 1977 mehrere Aufnahmen machte, gleichfalls in Europa auf Tour war und durch Marcus Miller, Herbie Hancock und Art Blakey beobachtet wurde. Aus der Band entstanden The Perikels, die mit Hans Dulfer zusammenarbeiteten und 1977 die Single Red Red Libanon sowie 1981 das Album I Didn’t Ask aufnahmen. 1978 gründete er sein eigenes Sextett und ein Quartett, daneben die Tanzband South American Express.
Mit Pablo Nahar gründete er 1981 das Surinam Music Ensemble, das die karibische Musik Surinams mit Modern Jazz fusionierte, 1983 auf das North Sea Jazz Festival und später auf weitere europäische Festivals eingeladen wurde. Das Ensemble trat auch im Senegal und legte mehrere Alben vor. Das zweite Album Dynamite Cotton Legacy (1986) war dem Vermächtnis von Kid Dynamite und Teddy Cotton gewidmet.
Daneben leitete Veldman die Funkband HIP'88, die auf dem North Sea Jazz Festival auftrat, und aus der letztlich HIP'91 wurde. 1992 gründete er eine eigene Schlagzeugschule in Amsterdam.
Ende der 1990er Jahre leitete er die Band Opo-YéYé, in der auch Wolter Wierbos tätig war. 1999 lud er Mola Sylla, Ray Anderson, Michel Godard und Ernst Reijseger zu einer von Radio VPRO übertragenen Session ins Paradiso ein, die auch auf CD erschienen ist. Weiterhin war er an Alben von Ronald Snijders, Sean Bergin, Robby Alberga, Franky Douglas und Ruth Jacott als Schlagzeuger beteiligt. Als Sessionmusiker begleitete er auch die Girlgroup Mai Tai und die Sängerin Lisa Boray; sein Schlagzeugspiel ist auf Borays Hitsingle Break It Out (1983) zu hören.
Nachdem er zwischen 2011 und 2016 wieder mit dem Surinam Music Ensemble aktiv gewesen war, gründete er in Poelepantje in Surinam eine weitere Schlagzeugschule.